# Boëge
Boëge é uma comuna francesa na região administrativa de Auvérnia-Ródano-Alpes, no departamento de Alta Saboia. Estende-se por uma área de 16 km². Em 2010 a comuna tinha 1 870 habitantes (densidade: 116,9 hab./km²).